# Casimir Betel
Casimir Betel, född 20 augusti 1997, är en tchadisk taekwondoutövare.

## Karriär
I augusti 2019 tog Betel brons i 58 kg-klassen vid afrikanska spelen i Rabat. I juni 2021 tog han brons i 58 kg-klassen vid afrikanska mästerskapen i Dakar.
I maj 2023 tävlade Betel i 58 kg-klassen vid VM i Baku, där han blev utslagen i sextondelsfinalen av spanske Adrián Vicente. I mars 2024 tog Betel sitt andra brons i 58 kg-klassen vid afrikanska spelen i Accra.